# George Sutherland-Leveson-Gower

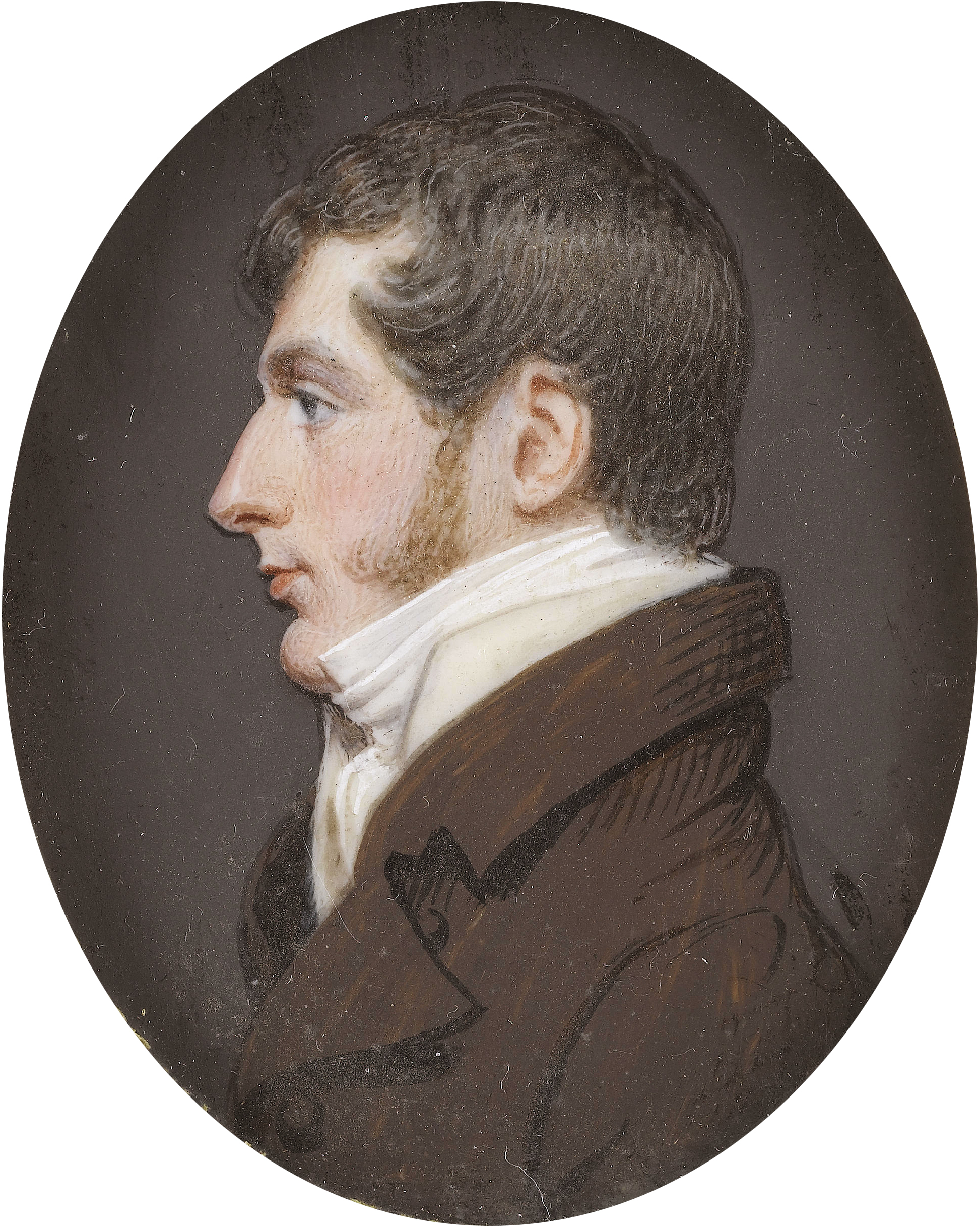
Portret van George Sutherland-Leveson-Gower, ca. 1810

George Granville Sutherland-Leveson-Gower, 2e hertog van Sutherland, 20e graaf van Sutherland (1786-1861), was een Britse politicus. Hij was de zoon van George Leveson-Gower, 1e hertog van Sutherland. Hij trouwde op 28 mei 1823 met Harriet Howard, dochter van George Howard, 6e graaf van Carlisle.
Ze kregen acht kinderen:
- Constance Gertrude (stierf in 1880), getrouwd met Hugh Grosvenor, graaf van Westminster.
- Elizabeth Georgiana (1824–1878), getrouwd met George Douglas Campbell, 8e hertog van Argyll.
- Evelyn (1825–1869), getrouwd met Charles Stuart.
- Caroline (1827–1887), trouwde met Charles FitzGerald, 4e hertog van Leinster.
- George Granville William (1828–1892)
- Frederick George (1832–1854)
- Albert (1843–1874), getrouwd met Grace Abdy, dochter van Thomas Neville Abdy, 1e Baronet.
- Ronald Charles (1845–1916)